# Naoya Kikuchi
Naoya Kikuchi, född 24 november 1984 i Shizuoka prefektur, Japan, är en japansk fotbollsspelare.